# دوست داشتن اوفلیا
دوست داشتن اوفلیا (ایتالیایی: Per amare Ofelia) یک فیلم کمدی ایتالیایی به کارگردانی فلاویو موگرینی است که در سال ۱۹۷۴ منتشر شد. رناتو پوتستو بابت نقش‌آفرینی در این فیلم برندهٔ روبان نقره‌ای بهترین بازیگر مرد شد.

## گزیدهٔ بازیگران
- جووانا رالی
- رناتو پوتستو
- فرانسواز فابیان
- مائوریتسیو آرنا
- دیدی پرگو
- آلبرتو د مندوسا
- ارکیده‌آ د سانتیس
- روسانا دی لورنتسو
- ژرژ ریگاد